# Tony Award
Tony Award (pol. Nagroda Tony; oficjalnie: Antoinette Perry Award for Excellence in Theatre) – nagroda przyznawana corocznie twórcom teatralnym w Stanach Zjednoczonych. Pierwotnie nagrodą honorowano twórców wystawiających na Broadwayu w Nowym Jorku. Tony wraz z telewizyjnymi Emmy, muzycznymi Grammy i filmowymi Oscarami tworzą czwórkę najważniejszych nagród amerykańskiego przemysłu rozrywkowego, EGOT.

## Historia
Nagrody Tony przyznawane są przez grono 700 ludzi z różnych gałęzi przemysłu rozrywkowego i prasy;  powszechnie uznaje się je za teatralny odpowiednik filmowych nagród Akademii Filmowej, muzycznych nagród Grammy i telewizyjnych nagród Emmy. Nagrodę ustanowiło towarzystwo American Theatre Wing w 1947 roku na sugestię komitetu producentów teatralnych, któremu szefował Brock Pemberton, ale dopiero od trzeciej ceremonii w 1949 roku zaczęto wręczać pierwsze medale Tony, przyznawane do dziś. Od 1967 roku ceremonia wręczania nagród jest transmitowana przez telewizję.

## Kategorie

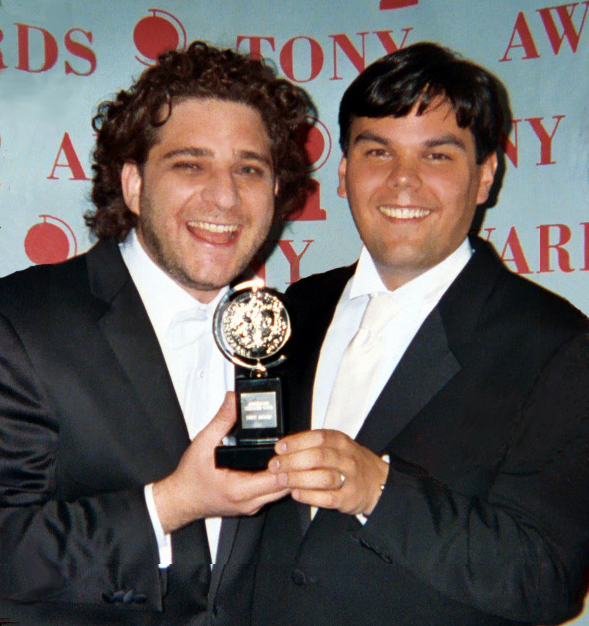
Jeff Marx i Robert Lopez ze statuetką Tony Award (2004)

W 2006 roku nagrody przyznano w następujących kategoriach:
- Tony Award for Best Play – dla najlepszej sztuki dramatycznej
- Tony Award for Best Musical – dla najlepszego musicalu
- Tony Award for Best Book of a Musical – za najlepszy scenariusz
- Tony Award for Best Original Score – za najlepszą oryginalną kompozycję muzyczną
- Tony Award for Best Revival of a Play – za najlepszą nową adaptację sztuki dramatycznej
- Tony Award for Best Revival of a Musical – za najlepszą nową adaptację musicalu
- Tony Award for Best Performance by a Leading Actor in a Play – za najlepszą pierwszoplanową męską kreację aktorską w sztuce dramatycznej
- Tony Award for Best Performance by a Leading Actress in a Play – za najlepszą pierwszoplanową kobiecą kreację aktorską w sztuce dramatycznej
- Tony Award for Best Performance by a Leading Actor in a Musical – za najlepszą pierwszoplanową męską kreację aktorską w musicalu
- Tony Award for Best Performance by a Leading Actress in a Musical – za najlepszą pierwszoplanową kobiecą kreację aktorską w musicalu
- Tony Award for Best Performance by a Featured Actor in a Play – za najlepszą drugoplanową męską kreację aktorską w sztuce dramatycznej
- Tony Award for Best Performance by a Featured Actress in a Play – za najlepszą drugoplanową kobiecą kreację aktorską w sztuce dramatycznej
- Tony Award for Best Performance by a Featured Actor in a Musical – za najlepszą drugoplanową męską kreację aktorską w musicalu
- Tony Award for Best Performance by a Featured Actress in a Musical – za najlepszą drugoplanową kobiecą kreację aktorską w musicalu
- Tony Award for Best Scenic Design in a Play – za najlepszą scenografię w sztuce dramatycznej
- Tony Award for Best Scenic Design of a Musical – za najlepszą scenografię w musicalu
- Tony Award for Best Costume Design in a Play – za najlepsze kostiumy w sztuce dramatycznej
- Tony Award for Best Costume Design in a Musical – za najlepsze kostiumy w musicalu
- Tony Award for Best Lighting Design in a Play – za najlepsze oświetlenie w sztuce dramatycznej
- Tony Award for Best Lighting Design in a Musical – za najlepsze oświetlenie w musicalu
- Tony Award for Best Direction of a Play – za najlepszą reżyserię sztuki dramatycznej
- Tony Award for Best Direction of a Musical – za najlepszą reżyserię musicalu
- Tony Award for Best Choreography –  za najlepszą choreografię
- Tony Award for Best Orchestrations – za najlepszą instrumentację
- kategorie specjalne:
  - Tony Award for Best Special Theatrical Event – za specjalne wydarzenie teatralne
  - Regional Theatre Tony Award – dla teatrów spoza Broadwayu
  - Tony Honors for Excellence in Theatre  – za osiągnięcia w dziedzinach nie uwzględnionych w stałych kategoriach
  - Special Tony Award for Lifetime Achievement in the Theatre – za całokształt twórczości teatralnej